# Нильден, Чарли
Чарли Давид Фабиан Нильден (швед. Charlie David Fabian Nildén; род. 30 декабря 2006) — шведский футболист, полузащитник «Броммапойкарны».

## Клубная карьера
Является воспитанником «Броммапойкарны». 10 ноября 2024 года впервые попал в заявку клуба на матч последнего тура чемпионата Швеции с «Мальмё». На 68-й минуте встречи дебютировал за клуб, появившись на поле вместо Эрика Бьёркандера.

## Карьера в сборной
С 2022 года выступал за юношескую сборную Швеции. В её составе впервые сыграл 26 апреля 2022 года в товарищеской встрече с Нидерландами.

## Личная жизнь
Его дед, Джим Нильден, в прошлом футболист, выступал на протяжении 20 лет за стокгольмский АИК. Также за АИК выступал отец Давид Нильден. Старшие сёстры Аманда и Матильда и брат Симон также футболисты.

## Клубная статистика
| Выступление      | Выступление      | Выступление      | Лига | Лига | Кубки | Кубки | Конт. кубки | Конт. кубки | Итого | Итого |
| Клуб             | Лига             | Сезон            | Игры | Голы | Игры  | Голы  | Игры        | Голы        | Игры  | Голы  |
| ---------------- | ---------------- | ---------------- | ---- | ---- | ----- | ----- | ----------- | ----------- | ----- | ----- |
| Броммапойкарна   | Алльсвенскан     | 2024             | 1    | 0    | 0     | 0     | 0           | 0           | 1     | 0     |
| Броммапойкарна   | Итого            | Итого            | 1    | 0    | 0     | 0     | 0           | 0           | 1     | 0     |
| Всего за карьеру | Всего за карьеру | Всего за карьеру | 1    | 0    | 0     | 0     | 0           | 0           | 1     | 0     |